# Aít Amar (El Arbaa de Taurt)
Aít Amar (en árabe: آيت عامر‎, en francés: Aït Amer) es una localidad marroquí perteneciente al municipio de El Arbaa de Taurt, en la región de Tánger-Tetuán-Alhucemas. Desde 1912 hasta 1956 perteneció a la zona norte del Protectorado español de Marruecos.